# Championnat d'Uruguay de football 1963
Navigation
Édition précédente Édition suivante
La 61e édition du championnat d'Uruguay de football est remportée par le Club Nacional de Football. C’est le vingt-sixième titre de champion du club. Le Nacional met fin à cinq années consécutives de règne du Peñarol en l’emportant avec un point d’avance sur son adversaire. Montevideo Wanderers Fútbol Club complète le podium dès son retour dans l’élite.
Un nouveau système de promotion/relégation est mis en place : le dernier du championnat descend automatiquement en championnat Intermedia, la deuxième division uruguayenne. Liverpool Fútbol Club est donc en deuxième division et est remplacé par Institución Atlética Sud América.
Tous les clubs participant au championnat sont basés dans l’agglomération de Montevideo.
Pedro Rocha (Peñarol) termine avec 18 buts en 18 matchs meilleur buteur du championnat. 

## Les clubs de l'édition 1963
| \| Montevideo: · Club Atlético Cerro · Danubio Fútbol Club · Defensor · Centro Atlético Fénix · Nacional · Peñarol · Liverpool · Club Atlético Progreso · Rampla Juniors · Racing Club · Wanderers Montevideo \| Localisation des clubs engagés dans le championnat. |
| Montevideo: · Club Atlético Cerro · Danubio Fútbol Club · Defensor · Centro Atlético Fénix · Nacional · Peñarol · Liverpool · Club Atlético Progreso · Rampla Juniors · Racing Club · Wanderers Montevideo                                                           |

| Club                             | Stade                       | Capacité | Ville      |
| -------------------------------- | --------------------------- | -------- | ---------- |
| Club Atlético Cerro              | Estadio Luis Tróccoli       | -        | Montevideo |
| Danubio Fútbol Club              | Jardines Del Hipódromo      | -        | Montevideo |
| Defensor Sporting Club           | Estadio Luis Franzini       | -        | Montevideo |
| Centro Atlético Fénix            | Estadio Parque Capurro      | -        | Montevideo |
| Liverpool Fútbol Club            | Estadio Belvedere           | -        | Montevideo |
| Montevideo Wanderers Fútbol Club | Estadio Viera               | -        | Montevideo |
| Club Nacional de Football        | Estadio Gran Parque Central | -        | Montevideo |
| Club Atlético Peñarol            | Estadio Centenario          | -        | Montevideo |
| Racing Club de Montevideo        | Parque Osvaldo Roberto      | -        | Montevideo |
| Rampla Juniors Fútbol Club       | Estadio Olímpico            | -        | Montevideo |

## Compétition

### Classement
Le classement est établi sur le barème de points suivant : victoire à 2 points, match nul à 1, défaite à 0.
| Rang | Équipe                     | Pts | J  | G  | N | P  | Bp | Bc | Diff |
| ---- | -------------------------- | --- | -- | -- | - | -- | -- | -- | ---- |
| 1    | Club Nacional de Football  | 31  | 18 | 15 | 1 | 2  | 40 | 10 | +30  |
| 2    | Club Atlético Peñarol T    | 30  | 18 | 14 | 2 | 2  | 40 | 17 | +23  |
| 3    | Montevideo Wanderers P     | 21  | 18 | 8  | 5 | 5  | 24 | 20 | +4   |
| 4    | Centro Atlético Fénix      | 19  | 18 | 7  | 5 | 6  | 24 | 27 | -3   |
| 5    | Racing Club de Montevideo  | 18  | 18 | 7  | 4 | 7  | 24 | 25 | -1   |
| 6    | Rampla Juniors Fútbol Club | 16  | 18 | 7  | 2 | 9  | 27 | 27 | 0    |
| 7    | Danubio Fútbol Club        | 16  | 18 | 7  | 2 | 9  | 26 | 37 | -11  |
| 8    | Club Atlético Cerro        | 13  | 18 | 4  | 5 | 9  | 26 | 32 | -6   |
| 9    | Defensor Sporting Club     | 8   | 18 | 3  | 2 | 13 | 16 | 31 | -15  |
| 10   | Liverpool Fútbol Club      | 8   | 18 | 3  | 2 | 13 | 21 | 42 | -21  |

| Légende : Qualifications et relégations | Légende : Qualifications et relégations                            |
| --------------------------------------- | ------------------------------------------------------------------ |
|                                         | Champion d'Uruguay et qualification pour la Copa Libertadores 1964 |
|                                         | Vice-champion                                                      |
|                                         | Relégué en deuxième division                                       |
|                                         | T : Tenant du titre P : Promus                                     |

## Bilan de la saison
| Championnat d'Uruguay de football 1963 |                                       |
| Champion                               | Club Nacional de Football (26e titre) |
| Qualifications continentales           |                                       |
| Copa Libertadores 1963                 | Club Nacional de Football             |
| Promotions et relégations              |                                       |
| Promus en Primera División             | Institución Atlética Sud América      |
| Relégués en Intermedia                 | Liverpool Fútbol Club                 |

## Statistiques

### Meilleur buteur
- Pedro Rocha  (Peñarol) 18 buts.